# Eudorylas abruptus
Eudorylas abruptus är en tvåvingeart som först beskrevs av Hardy 1952.  Eudorylas abruptus ingår i släktet Eudorylas och familjen ögonflugor. Inga underarter finns listade i Catalogue of Life.